# 出雲陸上競技大会
出雲陸上競技大会（いずもりくじょうきょうぎたいかい）は、例年4月に島根県出雲市の島根県立浜山公園陸上競技場で行われる陸上競技大会である。通称は出雲陸上。

## 概要
主催は島根陸上競技協会と出雲市、主管は出雲市陸上競技協会、後援は日本陸上競技連盟ほか。
「暁の超特急」の愛称で知られ、1932年ロサンゼルスオリンピック男子100mのファイナリストである吉岡隆徳（出雲市出身）の名を冠し、吉岡隆徳記念出雲陸上競技大会とも呼ばれる。YOSHIOKAスプリントと呼ばれる招待種目の男女100mと300mには日本トップクラスの選手が招待され、300mではアジア最高記録が誕生している。
2018年から日本グランプリシリーズの1つに格上げされた。グランプリ種目は男女の100mと300m。

## グランプリ種目と大会記録

### 男子
| 種目 | 記録           | 選手     | 所属     | 年   | 備考           |
| ---- | -------------- | -------- | -------- | ---- | -------------- |
| 100m | 10秒08（-0.5） | 桐生祥秀 | 東洋大学 | 2017 |                |
| 300m | 32秒21         | 藤光謙司 | ゼンリン | 2015 | アジア最高記録 |

### 女子
| 種目 | 記録           | 選手     | 所属         | 年   | 備考           |
| ---- | -------------- | -------- | ------------ | ---- | -------------- |
| 100m | 11秒70（+0.9） | 世古和   | クレイン     | 2014 |                |
| 300m | 37秒76         | 青山聖佳 | 大阪成蹊大学 | 2017 | アジア最高記録 |